# نايف محمد حميد
نايف محمد حميد (ولد عام 1929) هو رياضي عراقي تنافس في رمي القرص في دورة الألعاب الأولمبية الصيفية عام 1960.

## روابط خارجية
- نايف محمد حميد على موقع أوليمبيديا (الإنجليزية)